# Domeciano (kavján)
Domeciano (en búlgaro: Дометиан, en macedonio, Дометијан, en griego: Δομετιανός; siglo x-xi) fue un poderoso dignatario búlgaro, cercano al zar Gabriel Radomir.  
En la primavera de 1015, durante los combates alrededor de la fortaleza de Moglena, fue capturado por los bizantinos.  

## Biografía
El historiador bizantino Juan Escilitzes menciona a Domeciano como Domeciano Caucano (en griego: Δομετιανὸς ὁ Καυκάνος). Caucano probablemente no significaba un nombre propio, sino un título utilizado en el Primer Imperio búlgaro, el de kavján.
Domeciano tenía un hermano llamado Teodoro. Después que los bizantinos conquistaron la fortaleza de Moglena en 1015, Domeciano se encontraba entre los prisioneros, junto con otros nobles búlgaros. Según Escilitzes, era un confidente cercano del zar Gabriel Radomir, y de quien se dice era compañero de mesa. El mismo historiador también afirma que los prisioneros búlgaros fueron deportados a Vaspurakan, en Armenia, por el emperador bizantino Basilio II, pero no está claro si Domeciano estaba ente ellos.